# Скутшер
Скутшер (на шведски: Skutskär) е град в източна Швеция, в рамките на две различни общини от два лена Упсала (община Елвкарлебю, на която е главен административен център) и Йевлебори (община Йевле). Разположен е на западния бряг на Ботническия залив. Намира се на около 150 km на северозапад от столицата Стокхолм и на около 90 km на северозапад от Упсала. Основан е през 1741 г. Има жп гара и пристанище. Населението на града е 6375 жители, по приблизителна оценка от декември 2017 г.